# Jimmy Schulz

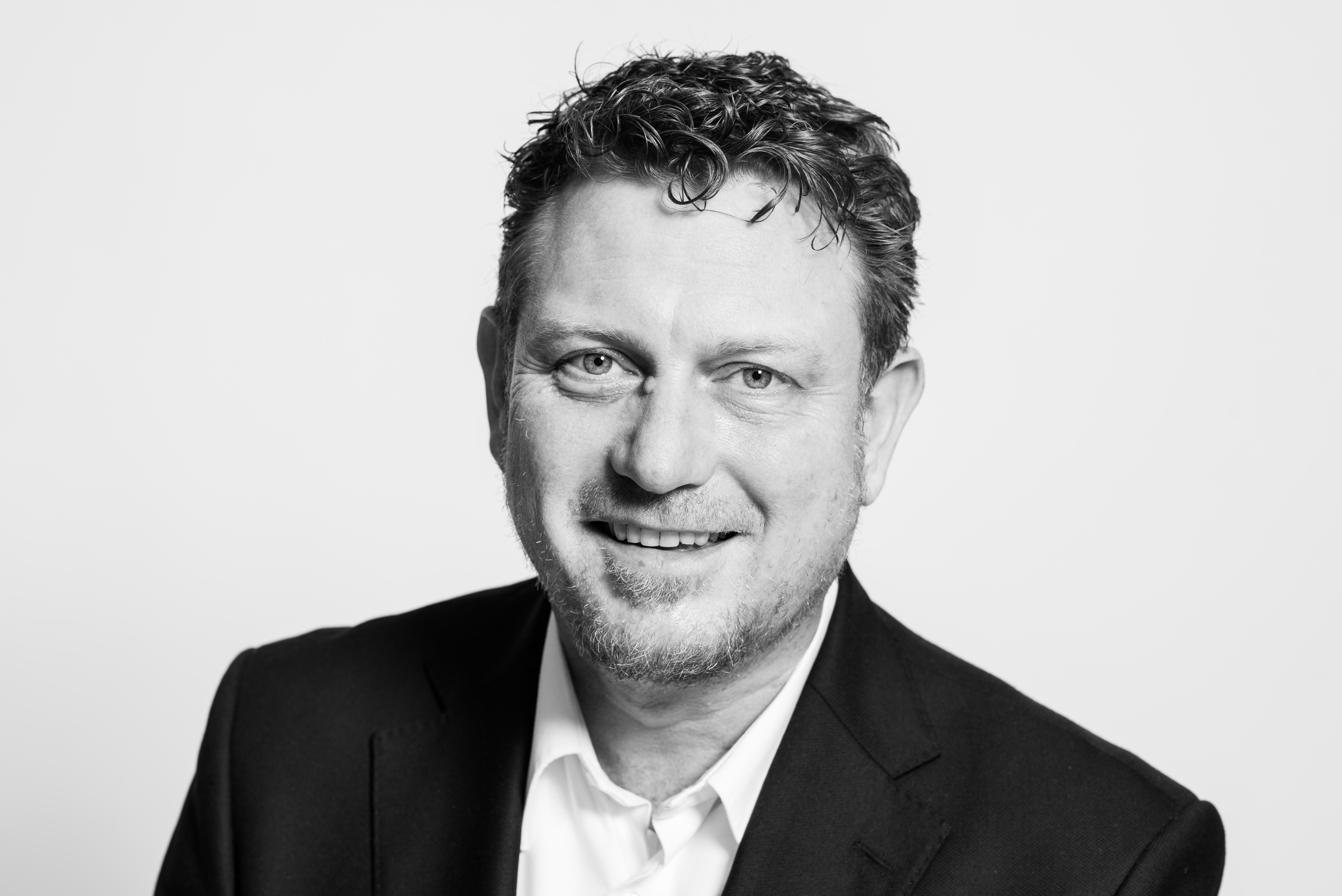
Jimmy Schulz (Juli 2017)

Ralph Jimmy Schulz (* 22. Oktober 1968 in Freiburg im Breisgau; † 25. November 2019 in Hohenbrunn) war ein deutscher Unternehmer und Politiker. Als Abgeordneter der FDP gehörte er von Herbst 2009 bis Herbst 2013 dem Deutschen Bundestag an. 2017 wurde er erneut in den Bundestag gewählt. Schulz war Vorsitzender des Ausschusses Digitale Agenda.

## Leben und Beruf

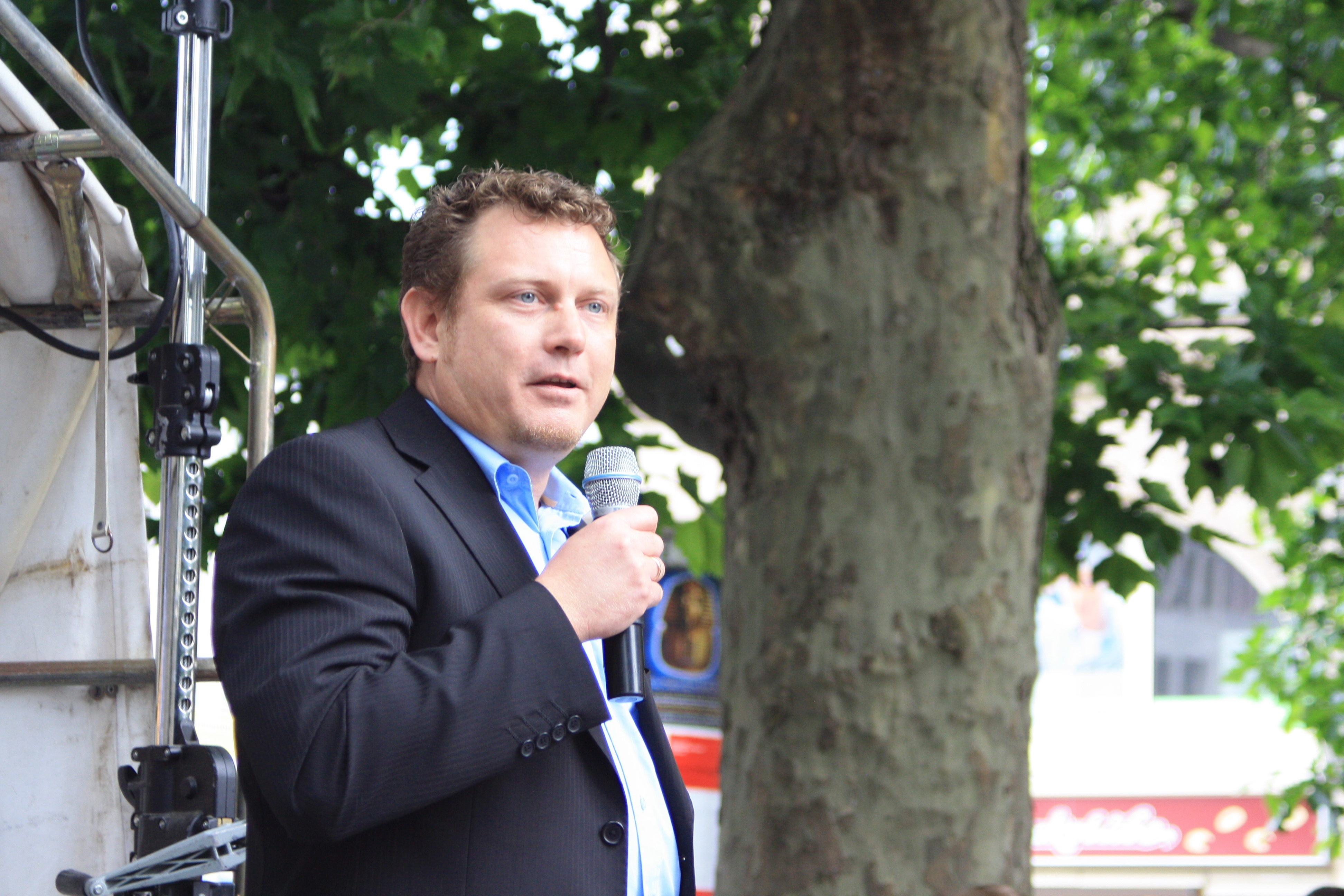
Jimmy Schulz (2009)

Schulz war der Sohn von Wilfried Schulz (1939–2008), eines Professors für Volkswirtschaft an der Universität der Bundeswehr München, seine aus der DDR stammende Mutter († 1989) war Ärztin für Neurologie und Psychotherapie. Er wuchs in der Münchner Vorortgemeinde Ottobrunn auf und legte am Gymnasium Ottobrunn 1990 das Abitur ab. Im Jahre 1990 studierte er als Gast an der University of Texas at Austin und leistete in den Jahren 1990 und 1991 seinen Wehrdienst bei den Gebirgsjägern in Berchtesgaden. Von 1991 bis 2000 studierte Schulz Politikwissenschaft an der Hochschule für Politik München, wo er den Grad eines Diplom-Politologen (Dipl. sc. pol. Univ.) erlangte.
Während der Schulzeit arbeitete er bei verschiedenen IT-Unternehmen. 1995 gründete er den IT-Dienstleister CyberSolutions GmbH. Mit seinem Unternehmen war er 2001 Partner im Projekt e-Garten, das im Jahr 2001 die ersten öffentlichen drahtlosen Internetzugriffspunkte im Englischen Garten in München einrichtete. Nach dem Börsengang des Mutterunternehmens Telesens AG im Jahr 2000 war er bis zu seinem Tod geschäftsführender Gesellschafter der neugegründeten CyberSolutions Ltd. in Hohenbrunn-Riemerling.
In einem Interview mit dem Spiegel machte Schulz im Juni 2019 seine Erkrankung an Bauchspeicheldrüsenkrebs öffentlich, die um den Jahreswechsel 2017/2018 diagnostiziert worden war. Am 25. November 2019 starb er im Alter von 51 Jahren an den Folgen der Krankheit.
Schulz war verheiratet und Vater dreier Kinder. Er lebte in Hohenbrunn.

## Politische Laufbahn
Jimmy Schulz trat 1989 der Partei Die Republikaner bei und kandidierte für den Gemeinderat in Ottobrunn und den Kreistag. Er verließ die Partei nach einem Jahr wieder.
Im Jahr 2000 schloss er sich der FDP an.
Nach der Kommunalwahl im Frühjahr 2002 übernahm er im Gemeinderat von Hohenbrunn ein erstes politisches Mandat. Im selben Jahr wurde er in den Vorstand des FDP-Bezirksverbandes Oberbayern gewählt und im Jahr darauf zum Kreisvorsitzenden der FDP München-Land.

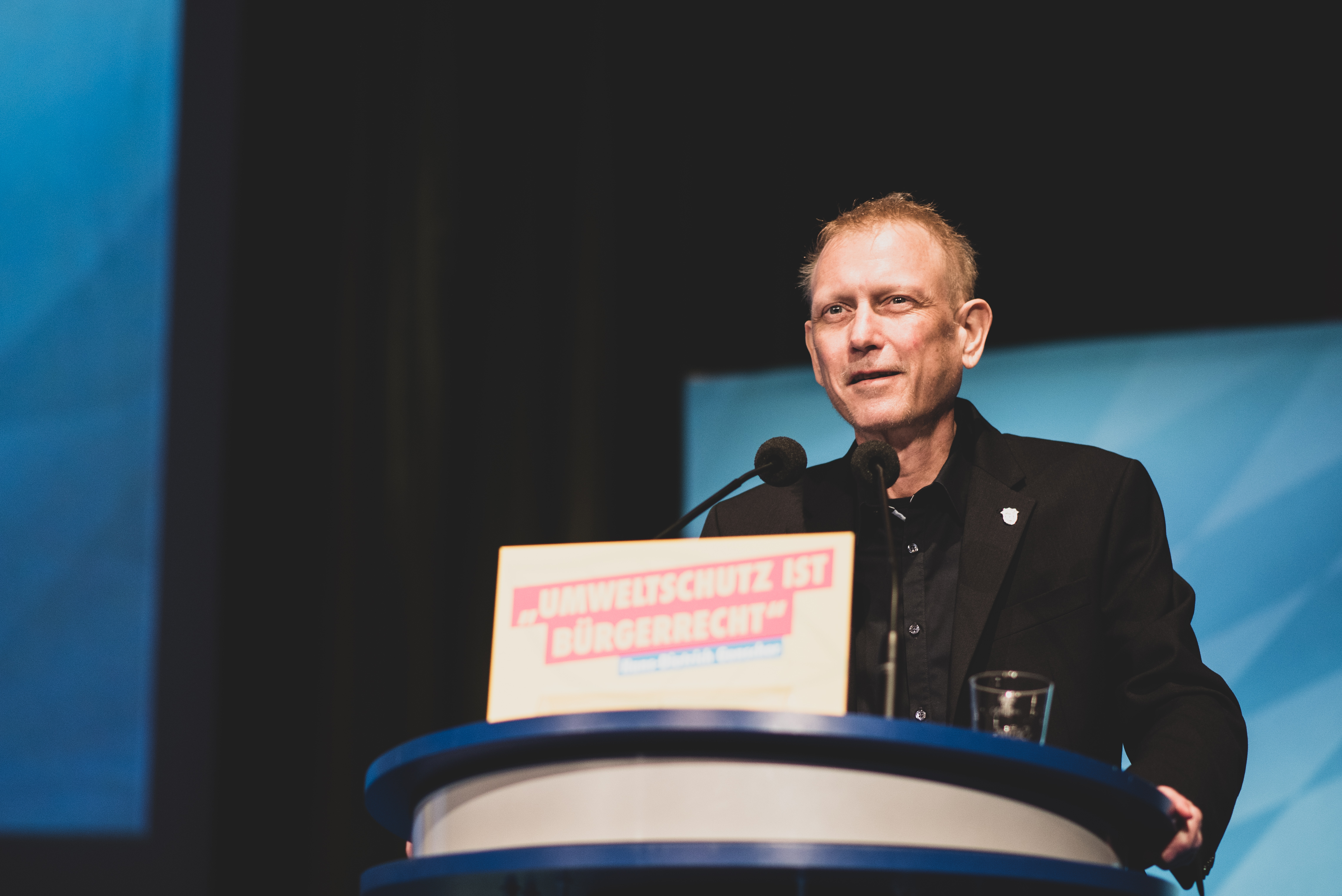
Jimmy Schulz auf dem Landesparteitag der FDP Bayern (März 2019)

2006 war Schulz Kandidat seiner Partei bei der Wahl des Bürgermeisters in Hohenbrunn. Im Frühjahr 2008 wurde er bei der Kommunalwahl als Mitglied des Gemeinderats bestätigt und zum 3. Bürgermeister der Gemeinde bestellt. Gleichzeitig erhielt er ein weiteres Mandat im Kreistag des Landkreises München, dem er bis Juni 2018 angehörte. Bei der Landtagswahl am 28. September 2008 war er Direktkandidat im Stimmkreis München-Land-Süd und erzielte die meisten Erststimmen aller bayerischen FDP-Kandidaten, verfehlte aber den Einzug in den Landtag. Bei der Bundestagswahl 2009 trat er als Nachfolger von Martin Zeil als Direktkandidat im Wahlkreis München-Land an und erhielt 13,4 Prozent der Erststimmen. Über die Landesliste der FDP zog er als Abgeordneter in den Deutschen Bundestag ein.
Schulz war in der 17. Wahlperiode ordentliches Mitglied des Innenausschusses, Obmann der FDP-Fraktion im Unterausschuss Neue Medien und in der Enquête-Kommission Internet und digitale Gesellschaft, sowie stellvertretendes Mitglied des Ausschusses für Kultur und Medien und des Petitionsausschusses.
Von November 2012 bis April 2018 war er Bezirksvorsitzender der FDP Oberbayern.
Jimmy Schulz wurde am 14. Juli 2016 in Neubiberg erneut zum Direktkandidaten der FDP im Wahlkreis 221 München-Land gewählt. Gleichzeitig war er Spitzenkandidat der FDP Oberbayern und zog über Listenplatz 4 in den Deutschen Bundestag ein. In seinem Wahlkreis erreichte er 9,34 % der Erststimmen. Die FDP wurde in seinem Wahlkreis mit 15,31 % zweitstärkste Partei.
Am 31. Januar 2018 wurde er Vorsitzender im Ausschuss Digitale Agenda.
Schulz war Mitglied im Fraktionsvorstand der Freien Demokraten im Deutschen Bundestag und von 2013 bis 2019 Mitglied im Bundesvorstand der FDP.
Nach seinem Tod rückte Sandra Bubendorfer-Licht (FDP) für ihn in den Bundestag nach.

## Netzpolitisches Engagement und Auszeichnungen
Gegen Softwarepatente engagierte sich Jimmy Schulz seit 2003. Seit 2011 setzte er sich u. a. gegen das Leistungsschutzrecht durch programmatische Anträge auf Parteitagen der FDP und eigene Veröffentlichungen ein.
Im Rahmen der Initiative Wissenschaftsjahr 2014 Die Digitale Gesellschaft des Bundesministeriums für Bildung und Forschung und der Gesellschaft für Informatik wurde er mit der Auszeichnung Deutschlands Digitale Köpfe geehrt. Die Auszeichnung gilt jenen, die mit ihren Ideen und Projekten die digitale Entwicklung in Deutschland vorantreiben.
Im Januar 2014 gründete Jimmy Schulz mit anderen den Verein für liberale Netzpolitik Load, dessen Vorsitzender er von Januar 2014 bis April 2018 war.
Von 2014 bis 2016 war Jimmy Schulz Mitglied des At-Large Advisory Committee (ALAC) der ICANN.
Von 2015 bis 2017 war er stellvertretender Vorsitzender der ISOC (Internet Society) Germany, deren Präsidium er seit 2018 angehörte.
Seit 2010 war er Mitglied im Berliner Hackerspace c-base.
Im Januar 2016 beteiligte er sich an einer Verfassungsbeschwerde vor dem Bundesverfassungsgericht gegen die Vorratsdatenspeicherung.
Eine gemeinsam mit seinem Kollegen Manuel Höferlin erhobene vorbeugende Feststellungsklage gegen das Netzwerkdurchsetzungsgesetz (NetzDG) wies das Verwaltungsgericht Köln mit Urteil vom 14. Februar 2019 als unzulässig ab.
Im August 2018 wurde er einer der Beschwerdeführer bei der Verfassungsbeschwerde gegen den Einsatz von Staatstrojanern.